# Hochweitsprung

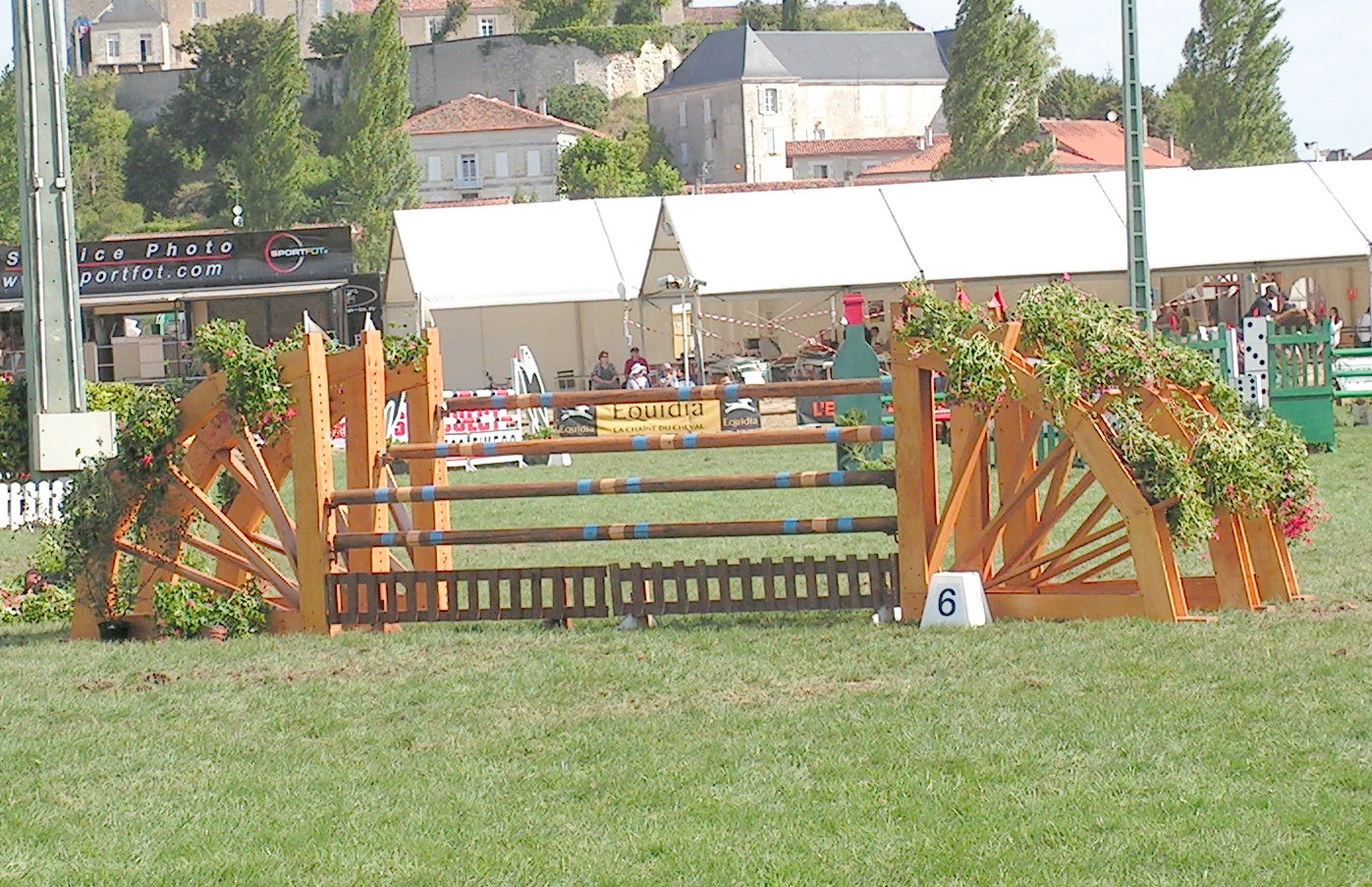
Hochweit-Sprung: eine Triplebarre bei CSI*-Turnier mit der Nummer vor dem rechten Ständer, roten Fahnen rechts und weißen Fahnen links

Der Hochweitsprung ist ein Begriff aus dem Pferdesport.
Als Hochweitsprung bezeichnet man im Springsport ein Hindernis, bei dem das Pferd sowohl eine Höhe als auch eine Weite überwinden muss. Die klassischen Hochweitsprünge in einem Springparcours sind Oxer, Doppelrick und Trippelbarre. Hochweitsprünge können in den meisten Fällen (Oxer, Trippelbarre, Verdener Bank) nur in eine Richtung gesprungen werden.